# Christian Sebastian Schmidt
Christian Sebastian Schmidt (* 2. Dezember 1851 in Niederlahnstein; † 11. Dezember 1921 ebenda) war ein deutscher Unternehmer und Mitglied des Provinziallandtages der Provinz Hessen-Nassau.

## Leben
Christian Sebastian Schmidt wurde als Sohn des Kaufmanns Jacob Schmidt (1809–1881) und dessen Ehefrau Christiane Ritter (1816–1896) geboren und absolvierte nach dem Besuch der Elementarschule eine Lehre im Lebensmittelhandel. 1878 übernahm er den väterlichen Betrieb, eine Drahtweberei und Siedfabrikation, und baute dieses Unternehmen auf eine Größe von 550 Mitarbeitern aus. Nach dem Ersten Weltkrieg wandelte er seine Firma in die C. S. Schmidt AG Niederlahnstein um.
Schmidt betätigte sich kommunalpolitisch, wurde Stadtverordneter und 1893 Stadtverordnetenvorsteher. 
Sein Engagement galt u. a. der verkehrsmäßigen Erschließung seiner Heimatregion sowie der Kanalisierung der Mosel. 
Von 1905 bis 1917 hatte er ein Mandat für den Nassauischen Kommunallandtag des preußischen Regierungsbezirks Wiesbaden bzw. für den Provinziallandtag der Provinz Hessen-Nassau.

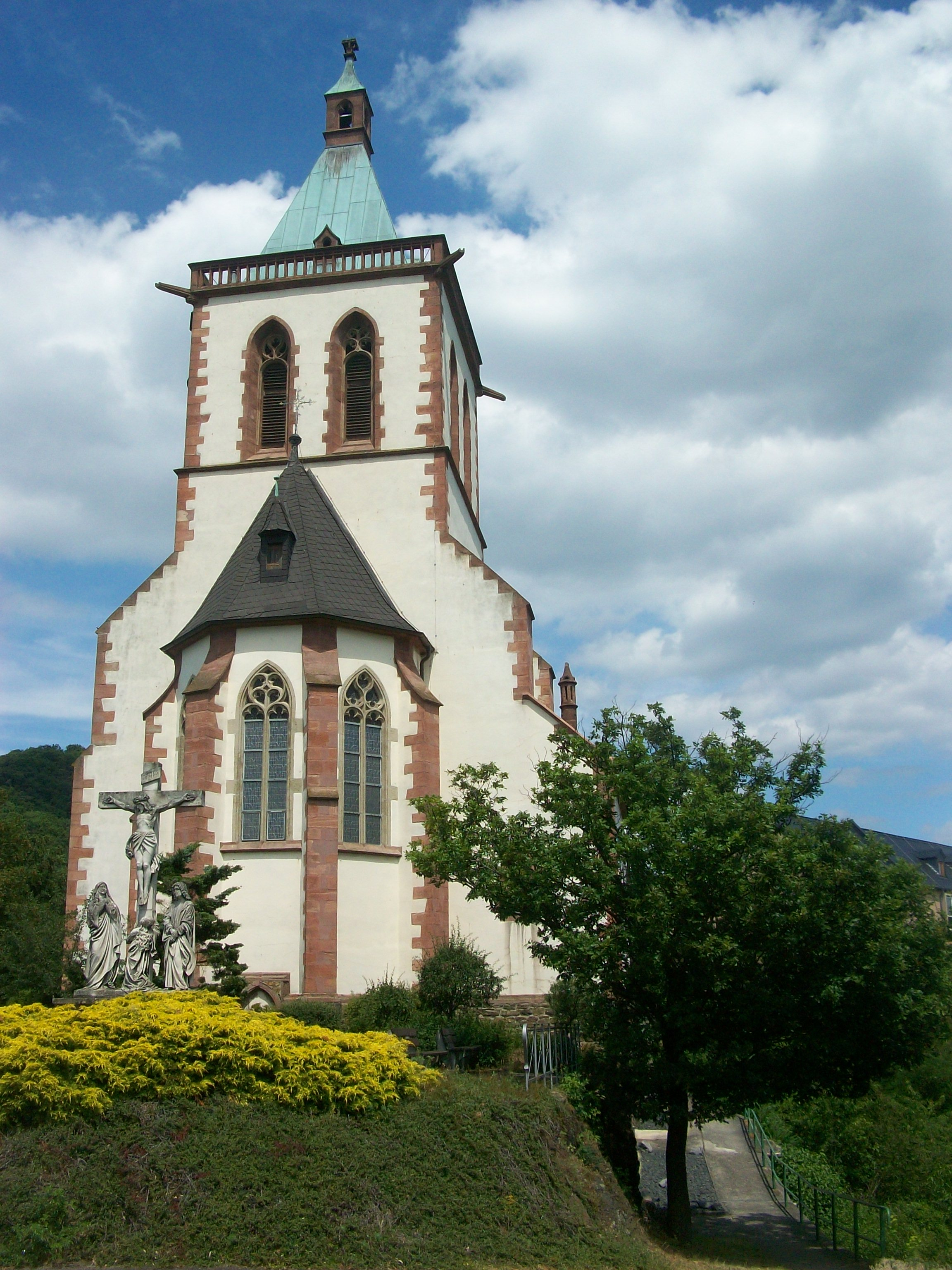
Allerheiligenkapelle bei Niederlahnstein

Seine Familie stiftete das Heilige Grab in einer Grotte unter der Allerheiligenkapelle bei Niederlahnstein.

## Öffentliche Ämter
- Vorstandsmitglied im Lahn-Kanal-Verein
- Geschäftsführer der Kriegsfürsorge im Kreis St. Goarshausen
- Stellvertretender Vorsitzender der Handelskammer Limburg

## Ehrungen und Auszeichnungen
- Kommerzienrat